# Fűző (film)
Fűző (eredeti cím: Corsage) 2022-ben bemutatott osztrák-luxemburgi-német francia film Marie Kreutzer rendezésében. A filmet a 2022-es cannes-i fesztiválon mutatták be.
2022. szeptember 13-án a filmet osztrák jelöltként választották a 2023-as Oscar-díjra.

## Cselekmény
Erzsébet  királyné a 40. születésnapját ünnepli, majd elutazik Angliába és Magyarországra.

## Szereplők
| Színész               | Szerep                                  | Magyar hang |
| --------------------- | --------------------------------------- | ----------- |
| Vicky Krieps          | Erzsébet királyné                       |             |
| Florian Teichtmeister | Ferenc József                           |             |
| Katharina Lorenz      | Festetics Mária                         |             |
| Colin Morgan          | Bay Middleton                           |             |
| Jeanne Werner         | Ferenczy Ida                            |             |
| Alma Hasun            | Fanny Feifalik                          |             |
| Manuel Rubey          | II. Lajos                               |             |
| Aaron Friesz          | Rudolf                                  |             |
| Finnegan Oldfield     | Louis Le Prince                         |             |
| Alexander Pschill     | Georg Raab                              |             |
| Raphael von Bargen    | Konstantin zu Hohenlohe-Schillingsfürst |             |
| Lengyel Tamás         | Andrássy Gyula                          |             |
| Alice Prosser         | Anna Nahowski                           |             |

## Fontosabb díjak, elismerések
| Év   | Díj / Szervezet / Rendezvény | Kategória             | Díjazott     | Eredmény | Megj. |
| ---- | ---------------------------- | --------------------- | ------------ | -------- | ----- |
| 2022 | Cannes-i fesztivál           | Un certain regard-díj | Vicky Krieps | Elnyerte | [ 3 ] |

## Fordítás
- Ez a szócikk részben vagy egészben  a   Corsage című német Wikipédia-szócikk fordításán alapul.  Az eredeti cikk szerkesztőit annak laptörténete sorolja fel. Ez a jelzés csupán a megfogalmazás eredetét és a szerzői jogokat jelzi, nem szolgál a cikkben szereplő információk forrásmegjelöléseként.